# Komlóssy Ilona
Komlóssy Ilona Mária, névvariánsa: Komlós Ilka (Kolozsvár, 1881. április 30. – Budapest, 1967. augusztus 19.) színésznő.

## Élete
Komlóssy József (Vince) színész, színigazgatónak és Ladányi Ilonának, a Nemzeti Színház jelmeztári felügyelőjének gyermekeként született. Tanulmányait előbb a Színművészeti Akadémián, majd Rákosi Szidi színiiskolájában folytatta, amelyet 1899-ben végzett el. Már 1890–1891-ben fellépett Debrecenben. Pályafutását Miskolcon kezdte, majd Pécsett, Tiszay Dezső társulatában folytatta, ahol naivaszerepeket alakított. Ezt követően fellépett Brassóban, Kézdivásárhelyen, Sepsiszentgyörgyön, Mohácson, Aradon és Székesfehérváron. 1903-ban vendégként szerepelt a budapesti Nemzeti Színházban, s ugyanettől az évtől 1911-ig a Vígszínház tagja volt. 1919-től 1925-ig a Magyar Színház tagja volt, majd 1927 és 1929 között a Belvárosi Színházban működött. 1931-ben fellépett a Városi Színházban, majd 1934–1935-ben a Kamara és a Belvárosi Színházban játszott, ezután már kevesebbet szerepelt. Utolsó éveit a Jászai Mari Színészotthonban töltötte.

### Magánélete
Házastársa Spatz (Sőtér) Tivadar Tibor László ügyvéd volt, Spatz Dávid és Popper Regina fia, akivel 1908. szeptember 5-én Budapesten, az Erzsébetvárosban kötött házasságot, ám 1921-ben elvált tőle.

## Szerepei

### Főbb színházi szerepei
- Ludovic Halévy: Constantin abbé – Bettina
- Wilhelm Meyer-Förster: Heidelbergi diákélet – Katica
- Herczeg Ferenc: Gyurkovics lányok – Gyurkovics Mici
- Arthur Wing Pinero: A tökéletes feleség – Bertha
- Oscar Wilde: Bunbury – Cecil
- Lengyel Menyhért: Taifun – Ilona

### Filmszerepei
- Gyöngyike hercegnő (1915, szkeccs) – Gyöngyike hercegnő
- Lelki klinika (1941) – Tordai Gusztávné
- Behajtani tilos! (1941-42) – öregasszony